# Oezbekistan op de Paralympische Winterspelen 2018
Oezbekistan was een van de landen die deelnam aan de Paralympische Winterspelen 2018 in Pyeongchang, Zuid-Korea.

## Deelnemers en resultaten
(m) = mannen, (v) = vrouwen 

### Langlaufen
| Paralympiër          | Onderdeel                                          | Resultaat | Prestatie |
| -------------------- | -------------------------------------------------- | --------- | --------- |
| Yokutkhon Kholbekova | 1.5 km sprint klassieke stijl, visueel beperkt (v) | 10e       | 9:11.2    |
| Yokutkhon Kholbekova | 7.5 km klassieke stijl, visueel beperkt (v)        | 10e       | 41:45.0   |

Andorra · Argentinië · Armenië · Australië · België · Bosnië en Herzegovina · Brazilië · Bulgarije · Canada · Chili · China · Denemarken · Duitsland · Finland · Frankrijk · Georgië · Griekenland · Groot-Brittannië · Hongarije · IJsland · Iran · Italië · Japan · Kazachstan · Kroatië · Mexico · Mongolië · Nederland · Nieuw-Zeeland · Noord-Korea · Noorwegen · Oekraïne · Oezbekistan · Oostenrijk · Polen · Roemenië · Servië · Slovenië · Slowakije · Spanje · Tadzjikistan · Tsjechië · Turkije · Verenigde Staten · Wit-Rusland · Zuid-Korea · Zweden · Zwitserland
Neutrale paralympische atleten